# کمیابی: چرا بسیار کم داشتن این‌قدر مهم است
کمیابی: چرا بسیار کم داشتن این‌قدر مهم است (به زبان انگلیسی: Scarcity: Why Having Too Little Means So Much) کتابی است که توسط سندهیل مولاینیتن، اقتصاددان رفتاری، و الدار شفیر، روان‌شناس، در سال ۲۰۱۳ نوشته شده‌است. ا نویسندگان این کتاب تلاش می‌کنند تا نشان دهند کمیابی نقش مهمی در پدید آمدن، تداوم و فرونشاندن فقر دارد. این کتاب همچنین ایده‌هایی را پیشنهاد می‌دهد تا از طریق آن‌ها افراد و گروه‌های مردمی بتوانند کمیابی را مهار کنند و از این طریق به موفقیت و خشنودی دست یابند.

## معرفی
کتاب با گزارشی از زندگی روزانه‌ آغاز می‌شود؛ راوی احساس می‌کند کارهای عقب مانده‌اش زیاد شده و خوانندگان را با خود همراه می‌کند تا ببینند چطور می‌توان از پس تعهدات پیشین برآمد و درعین‌حال آغوش خود را برای تقاضاها و فرصت‌های جدید نیز باز نگه داشت. ا
نویسندگان کتاب به معرفی دو مفهوم مهم پول و زمان می‌پردازند. ا مدیریت پول و زمان نیازمند مراقبت مداوم است و کسی که در مدیریت این فرایند ناکام بماند بیشترِ ضرب‌الاجل‌ها و سررسیدهای مالی را از دست می‌دهد. طبق تعریف این دو نویسنده، کمیابی وقتی به سراغمان می‌آید که از هر چیز، نسبت به مقداری که فکر می‌کنیم نیاز داریم، میزان کمتری در اختیار داریم. آن‌ها توضیح می‌دهند که کمیابی همچون ریسمانی همهٔ معضلات بزرگ جوامع را به هم پیوند می‌دهد. آن‌ها تأکید می‌کنند که کمیابی به‌دشواری از بین می‌رود، اما در مقابل، مفهومی است که انسان را در خود فرومی‌برد و تأثیرات مهمی بر رفتار، عواطف و تفکرات بشر دارد. ا

## بخش‌های کتاب
بخش اول ذهنیت کمیابی؛ تمرکز و تونل‌زنی
بخش اول با بررسی جنبه‌ها و نقش کمیابی در زندگی بشر آغاز می‌شود. کمیابی در دو سطح خودآگاه و ناخودآگاه بر کارکرد مغز تأثیر می‌گذارد و ارتباط مؤثری با نحوهٔ رفتار آدمی دارد. نویسندگان معتقدند که کمیابی دربردارندهٔ گرایشی است که ما را به‌سمت وضعیت تونل‌زنی می‌راند. تونل‌زنی تمرکزی است ابتدایی بر کمیابیِ یک منبع خاص. در نتیجهٔ این تمرکز، از تمامی چیزهایی که «بیرون» از تونل قرار می‌گیرند غافل می‌شویم. در حالت تونل‌زنی، فرد خودبه‌خود به کمیابی کشانده می‌شود و آن را دردسترس‌تر می‌یابد، که به ضرر اوست. نویسندگان از مکانیسم‌هایی صحبت می‌کنند که در فرایند تونل‌زنی نقش ایفا می‌کنند، مانند بازداری هدف که به معنای تمرکز بر اهداف کوتاه‌مدت (دل‌نگرانی‌ها) است به قیمت ازدست‌دادن اهداف درازمدت. نویسندگان از اصطلاح تنگنای تونل‌زنی استفاده می‌کنند تا دربارهٔ ارزش چیزهایی صحبت کنند که فرد هنگام تونل‌زنی از آن‌ها چشم می‌پوشد. تأثیر تونل‌زنی معمولاً وحشتناک است و خود را در عواقب درازمدت نشان می‌دهد. بااین‌حال، همهٔ تأثیرات کمیابی منفی نیست: کمیابی ممکن است ما را به پاداش تمرکز برساند و این وضعیتی است که در آن، در نتیجهٔ اینکه تا آن حد مصرانه بر یک هدف خاص متمرکز بوده‌ایم، افزایش بهره‌وری را تجربه می‌کنیم. ازاین‌رو کمیابی هم اثرات منفی دارد و هم اثرات مثبت، و این بستگی دارد به اینکه آیا کمیابی باعث می‌شود عوامل مهم زندگی فردی همچون مسکن، بیمه و سایر نیازمندی‌های بنیادی را نادیده بگیریم یا نه. ا
کمیابی از ما عوارض پهنای باند می‌گیرد. پهنای باند فضایی شناختی است که به کارِ اندیشیدن و تحلیل مسائل و حل مشکلات می‌آید. کمبودِ پهنای باند باعث می‌شود ضروری‌ترین کارکردها و ظرفیت‌های زندگی روزمره، مانند هوش سیال و کنترل اجرایی، را از دست بدهیم. این نشان می‌دهد که کمیابی تا چه اندازه بر رفتار، تفکر و تصمیم‌گیری‌های انسان تأثیر دارد. در نهایت، کمیابی، اگر به حال خود رها شود، می‌تواند زندگی‌مان را بسیار دشوارتر کند و موجب فشار قابل‌توجهی بر ما باشد.
بخش دوم؛ کمیابی کمیابی به بار می‌آورد
کارکردهای کمیابی مانند یک چرخه است، و انسان‌ها از طرق گوناگونی وارد آن می‌شوند، به دام آن می‌افتند و از آن خارج می‌شوند. جای خالی، یعنی پس‌ماندِ منابع (پول، زمان، و …) که در دسترس فرد است تا در صورت نیاز از آن‌ها استفاده کند، مهم‌ترین عامل سهیم در این چرخهٔ کمیابی است.
افراد دارای جای خالی و افرادی که فاقد آن‌اند بسیار با هم تفاوت دارند. برای افراد کم‌درآمد، هر دلار که خرج می‌شود تأثیر بیشتری بر بودجهٔ آن‌ها دارد و بنابراین از ارزش بیشتری برخوردار است. به همین دلیل است که افراد کم‌درآمد بیشتر از سایر افراد قیمت‌ها و تخفیف‌ها را دنبال می‌کنند و دائماً به‌دنبال قیمت‌گذاری و هزینهٔ فرصت معاملاتی هستند که انجام می‌دهند. اما افراد کم‌درآمد، به‌خاطر منابع کمتر، ژانگولربازی را تجربه می‌کنند. ژانگولربازی مکانیسم پیچیده‌ای است که افراد در آن بحران‌ها را سرهم‌بندی می‌کنند و، بسته به اینکه در هر حال بیشترین نیاز را به کدام چیز دارند، دائماً منابعشان را عوض می‌کنند. ژانگولربازی از این طریق وضعیت اقتصادیِ افراد کم‌درآمد و جایگاه آن‌ها در چرخهٔ کمیابی را بی‌تحرک و غیرقابل‌تغییر نگه می‌دارد. افراد کم‌درآمد بارها به دام چرخهٔ کمیابی می‌افتند چراکه در مورد آیندهٔ خودْ فقرِ برنامه‌ریزی دارند. تونل‌زنی و پهنای باندِ کاهش‌یافته افراد را بر آن می‌دارند تا بر وظایف فوری متمرکز شوند که مقتضی توجهِ همراه با محدودیت زمانی‌اند، در مقابل وظایف مهم که آن‌ها نیز مقتضی توجه‌اند، اما توجهی بدون محدودیت زمانی. وظایف فوری افراد زیادی را بر آن می‌دارند تا به راه‌حل‌های دم‌دستی، مانند وام‌گرفتن، روی بیاورند که عواقب مهمی به بار می‌آورند. بدون برنامه‌ریزی، و صرفاً با دنبال‌کردن وظایف فوری، افراد کم‌درآمد آمادگی ندارند تا شوک‌ها را مدیریت کنند، رخدادهای عظیمی که جای خالیِ بیشتری طلب می‌کنند، و از این روست به دام چرخهٔ کمیابی می‌افتند.
بخش سوم؛ طراحی برای کمیابی
نویسندگان معتقدند که برنامه‌های مربوط به کم‌درآمدها باید تقویت شوند تا برای آن‌ها مؤثرتر باشند؛ شهروندان کم‌درآمد غالباً با تعهدات مختلف ژانگولربازی می‌کنند و تونل‌زنی در کارهای دیگر را تجربه می‌کنند، مانند کمک‌کردن به کودکانشان یا پرداختن به مسائل مالی. نویسندگان از مثال بهبودِ کابین خلبان توسط آلفونس شاپا نیس استفاده می‌کنند تا نشان دهند که اجرای تعمیرات کوچک در برنامه‌ها می‌تواند اوضاع را برای شرکت‌کنندگان آن برنامه‌ها بهتر کند. آن‌ها از یک برنامهٔ تمرینی یاد می‌کنند که طراحی شده تا به کارگرانِ کم‌درآمدی کمک کند که مدام در حال ژانگولر بازیِ وظایف متفاوت‌اند و بنابراین نمی‌توانند در یک زمان هفتگی و به‌طور منظم برنامه‌ریزی داشته باشند. نویسندگان پیشنهاد می‌دهند که به‌سادگی، یادآوریِ قرار ملاقات ثانویه، آن هم جایی که قرار ملاقاتِ ازدست‌رفته به‌کلی فراموش شده، به شرکت کنندگان این امکان را می‌دهد تا در جریان اوضاع باقی بمانند و احتمال پشیمانیِ شرکت‌کننده از فراموش‌کردن جلسات کاهش یابد. برخی فکر می‌کنند که رفاه موجب تنبلی است، اما بیشترِ افراد برای زندگی متکی به رفاه‌اند. درواقع، عمدهٔ برنامه‌های رفاهی محدودیت‌های سفت و سختی دارند تا افراد بیکار را به بازگشت به کار تشویق کنند. کمیابیِ زمان به ضرب‌الاجل می‌انجامد و موجب می‌شود که گیرندگانْ جستجو و تأمینِ منبعی برای اشتغال را در اولویت قرار دهند. نویسندگان استدلال می‌کنند که فراوانیِ زمان باعث می‌شود افراد انگیزش خود را برای تأمین یک شغل دیگر از دست بدهند و بیکار بمانند. هُل‌دادن اشیا به داخل تونل یکی از مؤثرترین روش‌هایی است که افراد را نسبت به وظیفهٔ دم‌دستی متمرکز نگاه می‌دارد.

### نتیجه
کمیابی بر همهٔ بخش‌های زندگی تأثیر می‌گذارد و موجب می‌شود انسان بر منابع تمرکز کرده و آن‌ها را سامان‌دهی کند تا بتواند نسبت به وظایف فوری‌اش هشیار بماند. پهنای باند کمک می‌کند تا از تأثیرات کمیابی بکاهیم، چراکه سبب‌سازِ برنامه‌ریزی برای آینده و سرمایه‌گذاری در فعالیت‌ها و منابع می‌شود. کمیابی آنجا به تأثیرگذاری تمام و کمال خود می‌رسد که ضرب‌الاجل نزدیک می‌شود و افراد احساس فشار می‌کنند تا کار را به پایان برسانند. در مقابل، فراوانیِ جای خالی و منابع انسان‌ها را از اینکه وظایف را به‌طور کامل انجام دهند بازمی‌دارد. آماده‌بودن برای آینده، اجتناب از تونل‌زنی و توجه به پهنای باند بهترین راه برای مقابله‌کردن با اثرات کمیابی است. ا

تصویر جلد ترجمه فارسی

## ترجمه فارسی
این کتاب با عنوان «فقر احمق می‌کند» توسط نشر ترجمان با ترجمهٔ امیرحسین میرابوطالبی منتشر شده است.